# Александровка (Кужутська сільрада)
Александровка (рос. Александровка) — присілок в Дальнеконстантиновському районі Нижньогородської області Російської Федерації.
Населення становить 37 осіб. Входить до складу муніципального утворення Кужутська сільрада.

## Історія
Від 2009 року входить до складу муніципального утворення Кужутська сільрада.

## Населення
| 2002 | 2010 |
| ---- | ---- |
| 21   | ↗37  |